# ۱۲۸۲ (میلادی)
۱۲۸۲ (میلادی) هزار و دویست و هشتاد و دومین سال تقویم میلادی است.

## درگذشتگان
- ۱۱ دسامبر - میخائیل هشتم پالایولوگوس، امپراتور بیزانس

‎